# Кульберг, Бо
Андерс Бо Георг Кульберг (швед. Anders Boo Georg Kullberg; 23 мая 1889, Стокгольм — 5 апреля 1962, Бромма) — шведский гимнаст, чемпион летних Олимпийских игр 1912 года в командном первенстве по шведской системе.